# Doros
Pour les articles homonymes, voir dorus (homonymie).
Dans la mythologie grecque, Doros (en grec ancien Δῶρος / Dỗros) est le fils d'Hellen et de la nymphe Orséis. Doros reçoit de son père toute la région qui fait face au Péloponnèse, et dont les habitants sont appelés Doriens d'après son nom. Il a deux frères : Éole et Xouthos.
Son fils, Tectamus, a conduit la migration des Éoliens et Pélasges en Crète. Il est également le père d'Aigimios, qui a adopté Hyllos, un fils d'Héraclès.